# Omar Hassan (artiste)
Omar Hassan (Milan, le 11 mars 1987) est un artiste peintre et sculpteur italo-egyptien.

## Biographie
Omar Hassan est né en 1987 à Milan, en Italie, d'une mère italienne et d'un père égyptien.
Il a commencé avec des graffitis à l'âge de 15 ans et il est diplômé de l'Académie de Brera des Beaux-Arts en 2010, et après plusieurs expositions collectives et individuelles, il a été invité par Vittorio Sgarbi; commissaire du Pavillon italien, à exposer à la 54e Biennale de Venise de 2011. 